# コガネオオトカゲ
コガネオオトカゲ（黄金大蜥蜴、Varanus melinus）は、オオトカゲ属に分類されるトカゲ。別名イエローヘッドモニター。

## 分布
インドネシア（スーラ諸島）固有種

## 形態
全長120cm。幼体は黒い体色に頭部は暗いオレンジ色で胴体や尾にはややくすんだ黄色い斑点が入るが、成長に伴い黄色い斑紋が大きくなり色彩も鮮やかになる。体色には変異があり全身黄色や、黄色い体色に黒の網目模様、黒を基調に黄色い斑点が入る個体もいる。

## 生態
熱帯雨林に生息する。マングローブオオトカゲ亜属は樹上棲の種が多いが、本種は地表棲とされる。
食性は動物食で昆虫類、節足動物、爬虫類、小型鳥類、小型哺乳類等を食べる。
繁殖形態は卵生。

## 人間との関係
ペットとして飼育されることもあり、日本にも輸入されている。その体色から人気は高い。
以前は高価で流通量も少なかったが、近年は少ないながら繁殖個体と思われる幼体が主に流通する。オオトカゲ科の構成種としては珍しく、性質は温和とされる。底面積を重視した大型のケージで飼育される。野生では不明だが、飼育下ではよく床材に潜るため保湿力の高い床材（ヤシガラ土など）を厚めに敷く。